# Le Tilleul-Othon
Le Tilleul-Othon era una comuna francesa situada en el departamento de Eure, de la región de Normandía, que el 1 de enero de 2018 pasó a ser una comuna delegada de la comuna nueva de Goupil-Othon al fusionarse con la comuna de Goupillières.

## Demografía
| Gráfica de evolución demográfica de Le Tilleul-Othon entre 1800 y 2014 |
|                                                                        |

Los datos demográficos contemplados en este gráfico de la comuna de Le Tilleul-Othon se han cogido de 1800 a 1999 de la página francesa EHESS/Cassini, y los demás datos de la página del INSEE.